# Fjord Line
Fjord Line ist eine norwegische Reederei. Sie wurde 1993 als Tochterunternehmen des Verkehrsunternehmens Rutelaget Askøy-Bergen AS gegründet, um den Fährverkehr nach Dänemark zu übernehmen. Der Hauptsitz befindet sich in Egersund.

## Strecken und Schiffe

Strecken der Fjord Line

| Route                                                                    | Schiff(e)                       | Fahrzeit                                                |
| ------------------------------------------------------------------------ | ------------------------------- | ------------------------------------------------------- |
| Hirtshals – Stavanger – Bergen (täglich)                                 | Bergensfjord und Stavangerfjord | 11h 30min Hirtshlas-Stavanger 5h 30min Stavanger-Bergen |
| Hirtshals – Kristiansand (von April bis Oktober ein bis dreimal täglich) | Fjord FSTR (seit April 2021)    | 2h 25min                                                |

## Geschichte
Das Verkehrsunternehmen Rutelaget Askøy-Bergen wurde 1950 gegründet. Zunächst bestand die Aufgabe des Unternehmens darin, den lokalen Fähr- und Busbetrieb zwischen der Insel Askøy und Bergen zu unterhalten. Außerdem betrieb das Unternehmen eine Fährverbindung zwischen Stavanger und Bergen sowie eine Fährlinie auf dem Boknafjord.
1992 beschloss die Reederei die Aufnahme einer Fährverbindung zwischen Bergen und Egersund sowie Hanstholm in Dänemark. In den 1980er Jahren hatte es bereits eine Fährlinie zwischen Bergen und Stavanger nach Hirtshals in Dänemark gegeben, die von der Reederei Fred. Olsen betrieben wurde. Nach der Fusion der beiden Gesellschaften am 1. Januar 1995 wurde der Betrieb unter dem Namen Fjord Line AS weitergeführt.
Im Herbst 1997 übernahm die Fjord Line das Schiff Lygra von der Firma Seatrans AS, um es als zusätzliches Schiff für Frachtgut einsetzen zu können. Später verkehrte dieses Schiff hauptsächlich zwischen Egersund und Hanstholm. Das Schiff wurde 2004 verkauft, aber noch bis 2008 von Fjord Line gechartert. Im Herbst 1998 übernahm Fjord Line die Fährverbindung zwischen Bergen, Haugesund und Stavanger von der Reederei Color Line.
Das Geschäftsjahr 2002 war erfolgreich für die Fjord Line, die einen Rekord bei der Passagierzahl erreichte. Das Unternehmen begann, sich nach einem größeren Schiff für die Dänemark-Linie umzusehen, denn hier gab es einen großen Bedarf für eine Erweiterung der Kapazität. Die wirtschaftliche Entwicklung erregte Aufsehen – auch bei den Konkurrenten. Fündig wurde man bei Transport of Tasmania, wo man die ehemaligen Peter Pan als Spirit of Tasmania seit September 2002 in Sydney aufgelegt hatte. Nach Überführung als Spir nach Frederikshavn wurde das Schiff renoviert und im April 2003 als Fjord Norway auf der Dänemark-Route in Dienst gestellt. Auf der gleichzeitig betriebenen Route von Stavanger, Haugesund und Bergen nach Newcastle in Großbritannien setzte man zuerst die Jupiter, dann die Atlantic Traveller ein, die vorher für DFDS auf der letzten Linie von Deutschland nach Großbritannien (Cuxhaven – Harwich) gefahren war.
Da dieses Schiff jedoch offensichtlich für den ganzjährigen Verkehr über die offene Nordsee nicht sehr geeignet war und bei Sturm öfter umkehren oder im Hafen bleiben musste als andere Fähren, tauschte Fjord Line 2005 die Belegung der Linien aus: Von nun an fuhr das Flaggschiff Fjord Norway nach Großbritannien und die viel kleinere und langsamere Atlantic Traveller von Bergen, Haugesund und Egersund nach Hanstholm (Dänemark). Mit dieser Entscheidung begannen die wirtschaftlichen Schwierigkeiten der Reederei, die durch die Entscheidung der Color Line, ab der Saison 2006 ebenfalls die Route von Dänemark (Hirtshals) nach Bergen über Stavanger mit der Prinsesse Ragnhild zu bedienen, noch verstärkt wurden.

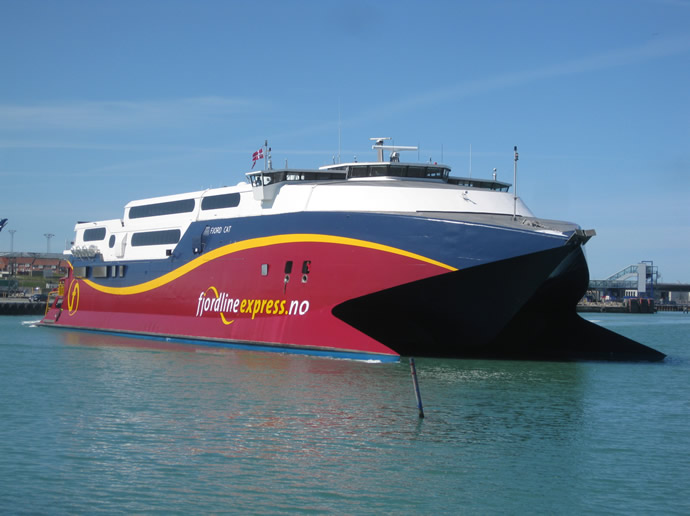
Die Fjord Cat der Reederei Fjord Line

Ehemals betrieb die Reederei drei Schiffe, die ganzjährig zwei internationale Fährlinien von und nach Norwegen befuhren. Am 6. September 2006 gab die Reederei bekannt, dass die England-Route und das Schiff Fjord Norway zum 16. Oktober 2006 an DFDS verkauft wurde. Dies bedeutete unter anderem die Entlassung von mehr als 60 % der Angestellten von Fjord Line (250 von 370) und eine Unsicherheit unter den restlichen Mitarbeitern, ob der reguläre Fährverkehr mit der verbliebenen Atlantic Traveller weitergeführt werden kann.
2007 fusionierte die Fjord Line mit der Reederei Master Ferries, Kristiansand, Norwegen, wobei Fjord Lines die Federführung bekam. Die neue Gesellschaft heißt weiterhin Fjord Line. Durch die Fusion kam die Reederei in den Besitz der Fjord Cat, die den Fährbetrieb auf der Route Hirtshals – Kristiansand aufnahm und die Reisezeit gegenüber den Schiffen des Wettbewerbers Color Line verkürzte. Fjord Line vermarktete die Route auch unter dem Namen Fjord Line Express, wobei die Bezeichnung teilweise auch Synonym für die eingesetzte Fähre wurde.
Die Atlantic Traveller wurde während eines Werftaufenthaltes im Januar 2008 modernisiert und in Bergensfjord umbenannt.
Mit Beginn des Jahres 2009 gab Fjord Line die Bedienung von Egersund und Hanstholm auf und bediente nun mit der Bergensfjord die Strecke Hirtshals–Stavanger–Bergen. Ab April 2010 betrieb sie wieder zwei Fährlinien zwischen Dänemark und Norwegen mit zwei Schiffen.
Im Juli 2013 nahm die Reederei mit der Stavangerfjord ein komplett neues Schiff auf der Strecke Hirtshals–Stavanger–Bergen in Betrieb. Zusammen mit der Bergensfjord ermöglichte der Neubau nun eine tägliche Abfahrt. Im März 2014 wurde ein zweites mit der Stavangerfjord baugleiches Schiff als Bergensfjord in Betrieb genommen und die bisherige Bergensfjord von 1993 wurde in Oslofjord umbenannt. Die Neubauten sind 170 Meter lang, haben 306 Kabinen, bieten Platz für 1500 Passagiere und 600 PKW und waren nach Angaben der Reederei die ersten und größten Fähren der Welt, die ausschließlich mit Flüssigerdgas (LNG) betrieben werden. Die Schiffe wurden von der Werft Bergen Group Fosen in Polen und Norwegen gebaut.
Beide Schiffe bedienen zusätzlich zur Strecke Hirtshals–Stavanger–Bergen auch ganzjährig die Verbindung Hirtshals–Langesund. Beide Schiffe wurden 2018 für jeweils 7,9 Millionen Euro bei Fosen Yard in Rissa umgebaut und so die Passagierkapazität erhöht. Im Februar 2023 wurde die Strecke Hirtshals–Langesund eingestellt, um die Verbindung nach Kristiansand zu stärken.
Von Juni 2014 bis Oktober 2023 bediente Fjord Line mit der umgebauten und modernisierten Oslofjord täglich zweimal die Route Sandefjord–Strömstad.
Im August 2017 wurde bei Austal ein Neubau mit Ablieferung 2020 bestellt. Das Schiff mit dem Namen Fjord FSTR wurde, bedingt durch die COVID-19-Pandemie, im Januar 2021 abgeliefert, und bedient seit April 2021 von April bis Oktober die Verbindung Kristiansand–Hirtshals.
Im Oktober 2020 wurde Arne Roland vorübergehender Geschäftsführer, bevor er Mitte Januar 2021 von Brian Thorsted Hansen, welcher als Offizieller Geschäftsführer agiert, abgelöst wurde. Brian Thorsted Hansen arbeitete unter anderem 14 Jahre für DFDS, wo er zuletzt stellvertretender Geschäftsführer und Chef des Passagierverkehrs war.

## Flotte
Aktuelle Flotte:
| Schiff         | Bild | Typ          | Im Dienst bei Fjord Line seit | Vermessung | Länge | Breite | Passagiere | Kabinen | Pkw | Geschwindigkeit |
| -------------- | ---- | ------------ | ----------------------------- | ---------- | ----- | ------ | ---------- | ------- | --- | --------------- |
| Stavangerfjord |      | RoPax-Schiff | 2013                          | 32.491 BRZ | 170 m | 27,5 m | 1500       | 370     | 600 | 21,5 kn         |
| Bergensfjord   |      | RoPax-Schiff | 2014                          | 32.491 BRZ | 170 m | 27,5 m | 1500       | 370     | 600 | 21,5 kn         |
| Fjord FSTR     |      | HSC-Fähre    | 2020                          | 11.888 BRZ | 110 m | 31 m   | 1200       | -       | 410 | 37 kn           |

### Ehemalige Flotte (Auswahl)
(Quelle: )
- Jupiter
- Bergen
- Fjord Norway
- Lygra
- Atlantic Traveller
- Fjord Cat
- Oslofjord

## Anteilseigner
Die drei größten Teilhaber von Fjord Line:
- Ferd AS (44,6 %)
- Kontrori AS (34,8 %)
- Kontrazi AS (17,4 %)